# John FitzAlan, XIV conte di Arundel

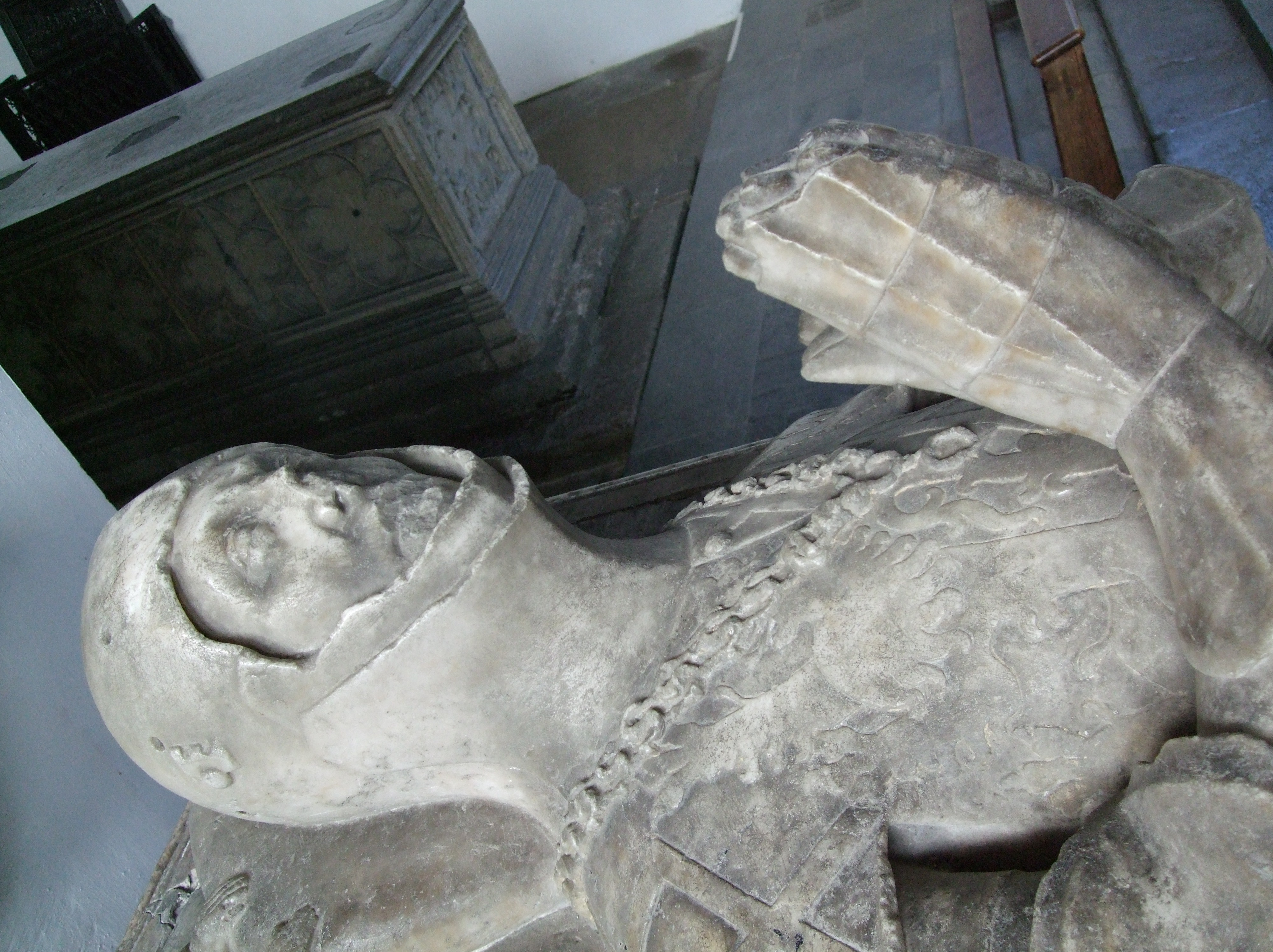
Tomba del conte John FitzAlan

John FitzAlan (Lytchett Matravers, 14 febbraio 1408 – Beauvais, 12 giugno 1435) nobile inglese, combatté durante la guerra dei cent'anni.

## Le origini
Nacque a Lytchett Matravers, sulla costa del Dorset, il giorno di san Valentino del 1408. Suo padre era John FitzAlan, III barone Matravers (1385-1421) e sua madre era Eleonora Berkeley.
Il padre aveva ereditato il contado nel 1415 alla morte del cugino Thomas FitzAlan, XII conte di Arundel (13 ottobre 1381-13 ottobre 1415), deceduto senza lasciare eredi, nonostante le sorelle di Thomas, e in particolare Elisabetta FitzAlan (1366-8 luglio 1425) avessero reclamato per sé il titolo con le proprietà annesse. Nel 1416 il padre era stato convocato in Parlamento, ma questo non si ripeté e la contesa andò avanti fino al 1433 anno in cui al figlio venne confermata dal Parlamento l'effettiva acquisizione del titolo e dei beni, confermando così il passaggio che era già, concretamente, avvenuto nel 1429.
Contrasse un primo contratto matrimoniale con Constance, pronipote di Giovanni Plantageneto, I duca di Lancaster, ma la ragazza morì prima del 1429 e in quell'anno sposò Maud Lovell.
In quello stesso anno venne convocato in Parlamento con il titolo di signore di Arundel, mentre il conferimento del titolo di cavaliere risaliva al 1426, quando era stato nominato insieme ad Enrico VI d'Inghilterra di appena sei anni.

## Gli onori della guerra
Il padre aveva servito sotto Enrico V d'Inghilterra combattendo con lui nella guerra dei cent'anni e il figlio percorse la stessa strada. Il 23 aprile del 1430 partì per la Francia insieme al decenne principe Enrico, sotto il comando dello zio del re, Giovanni. In giugno Giovanni partecipò alla battaglia di Compiègne quando Giovanna d'Arco era da poco stata catturata, prendendo parte poi all'assedio di Anglure, dove gli inglesi si avvalsero dell'aiuto del ducato di Borgogna.
Il 17 dicembre 1431 il piccolo Enrico fu incoronato a Parigi come re di Francia e John si distinse nei tornei che seguirono la cerimonia.
Le successive missioni di John gli portarono diversi onori: nel novembre del 1431 fu nominato tenente per il presidio di Rouen e poco dopo capitano del villaggio di Vernon (Eure),e nel gennaio del 1432 la stessa carica gli fu data per il comando del paese di Verneuil (Marna).
Il mese dopo respinse un gruppo di assalitori francesi nel castello di Rouen, mantenendo la posizione, ed ottenne il conferimento dell'ordine della Giarrettiera. Dall'inizio del 1432 venne incaricato di recuperare diverse fortezze sparse per l'Île-de-France. A Lagny-sur-Marne ordinò che venisse fatto saltare il ponte per impedire che la cittadinanza raggiungesse il castello, che però non riuscì ugualmente a conquistare.
Nel dicembre del 1433 fu nominato comandante regionale per l'Alta Normandia e nel luglio seguente, dopo aver assediato la cittadina di Sées ebbe la carica di tenente-generale per la Bassa Normandia. Il recupero di fortezze nella Francia settentrionale continuò per tutto il 1434 con la presa di Saint-Célerin, Sillé-le-Guillaume e Beaumont-sur-Sarthe. Più tardi, in maggio, John, ormai ufficialmente conte di Arundel, tornò brevemente in patria per raccogliere nuove truppe da spedire nella guerra in Francia.
Quando tornò al fronte gli venne tolto l'incarico di comandante per l'Alta Normandia a favore di John Talbot e ricevette invece l'incarico di sovrintendere alla zona che stava fra la Senna e la Loira, così che tutta quella regione fosse affidata a due persone, John ad ovest e Talbot ad est.
L'8 settembre del 1434 venne creato duca della Turenna, una zona ancora in mano ai francesi, con il duplice scopo di ricompensarlo per i servizi resi e per indurlo a conquistare anche quella regione. Il mese dopo, in seguito alla soppressione di una rivolta nel Bessins, fu nominato comandante di Saint-Lô: poco prima infatti il duca di Alençon aveva cercato di prendere il controllo della zona di Avranches, ma John riuscì a soffocare la rivolta sul nascere.

## La morte prematura
Nel maggio del 1435 si trovava a Mantes-la-Jolie quando seppe che i francesi avevano espugnato una fortezza presso Gerberoy e si mosse per andare a ricacciarli indietro. Giunto sul posto si trovò di fronte ad un contingente piuttosto numeroso, molti dei suoi uomini furono feriti e lui stesso venne colpito da un colpo di colubrina. Venne catturato e in seguito alla grave ferita riportata venne portato a Beauvais, dove morì il 12 giugno del 1435.
Nel 1857 venne aperta la tomba che presumibilmente lo ospitava, sita nella cappella del castello di Arundel, dove venne rinvenuto uno scheletro di circa 1,80 m, con una gamba mancante.
La sua scomparsa avvenne in un periodo di declino per la guerra, che vedeva una rimonta dei francesi e causò un duro colpo all'esercito britannico.
Gli successe il figlio, Humphrey FitzAlan, XV conte di Arundel (30 gennaio 1429-24 aprile 1438), e quindi, in seguito alla morte prematura del bambino, il titolo passò a suo fratello minore William FitzAlan, XVI conte di Arundel (23 novembre 1417-1487).

## Ascendenza
|                                      |                                         |                                                 | Genitori                                      |  |  | Nonni |  |  | Bisnonni                        |  |  | Trisnonni                            |  |
|                                      |                                         |                                                 |                                               |  |  |       |  |  | John FitzAlan, I barone Arundel |  |  | Richard FitzAlan, X conte di Arundel |  |
|                                      |                                         |                                                 |                                               |  |  |       |  |  | John FitzAlan, I barone Arundel |  |  | Richard FitzAlan, X conte di Arundel |  |
|                                      |                                         | Eleanor di Lancaster                            |                                               |  |  |       |  |  | John FitzAlan, I barone Arundel |  |  |                                      |  |
| John FitzAlan, II barone Arundel     |                                         |                                                 |                                               |  |  |       |  |  | John FitzAlan, I barone Arundel |  |  |                                      |  |
|                                      |                                         | Eleanor Maltravers, II baronessa Maltravers     | John Mautravers                               |  |  |       |  |  |                                 |  |  |                                      |  |
|                                      |                                         | Eleanor Maltravers, II baronessa Maltravers     | John Mautravers                               |  |  |       |  |  |                                 |  |  |                                      |  |
|                                      |                                         | Eleanor Maltravers, II baronessa Maltravers     | Gwenthlian                                    |  |  |       |  |  |                                 |  |  |                                      |  |
| John FitzAlan, XIII conte di Arundel |                                         | Eleanor Maltravers, II baronessa Maltravers     |                                               |  |  |       |  |  |                                 |  |  |                                      |  |
|                                      |                                         | Edward le Despencer, I barone le Despencer      | Edward le Despenser                           |  |  |       |  |  |                                 |  |  |                                      |  |
|                                      |                                         | Edward le Despencer, I barone le Despencer      | Edward le Despenser                           |  |  |       |  |  |                                 |  |  |                                      |  |
|                                      |                                         | Edward le Despencer, I barone le Despencer      | Anne de Ferrers                               |  |  |       |  |  |                                 |  |  |                                      |  |
| Elizabeth le Despenser               |                                         | Edward le Despencer, I barone le Despencer      |                                               |  |  |       |  |  |                                 |  |  |                                      |  |
|                                      |                                         | Elizabeth de Burghersh, III baronessa Burghersh | Bartholomew de Burghersh, II barone Burghersh |  |  |       |  |  |                                 |  |  |                                      |  |
|                                      |                                         | Elizabeth de Burghersh, III baronessa Burghersh | Bartholomew de Burghersh, II barone Burghersh |  |  |       |  |  |                                 |  |  |                                      |  |
|                                      |                                         | Elizabeth de Burghersh, III baronessa Burghersh | Cecily de Weyland                             |  |  |       |  |  |                                 |  |  |                                      |  |
| John FitzAlan, XIV conte di Arundel  |                                         | Elizabeth de Burghersh, III baronessa Burghersh |                                               |  |  |       |  |  |                                 |  |  |                                      |  |
|                                      | Thomas de Berkeley, III barone Berkeley | Maurice de Berkeley, II barone Berkeley         |                                               |  |  |       |  |  |                                 |  |  |                                      |  |
|                                      | Thomas de Berkeley, III barone Berkeley | Maurice de Berkeley, II barone Berkeley         |                                               |  |  |       |  |  |                                 |  |  |                                      |  |
|                                      | Thomas de Berkeley, III barone Berkeley | Eve la Zouche                                   |                                               |  |  |       |  |  |                                 |  |  |                                      |  |
| John Berkeley                        | Thomas de Berkeley, III barone Berkeley |                                                 |                                               |  |  |       |  |  |                                 |  |  |                                      |  |
|                                      |                                         | Katherine de Clevedon                           | John de Clivedon                              |  |  |       |  |  |                                 |  |  |                                      |  |
|                                      |                                         | Katherine de Clevedon                           | John de Clivedon                              |  |  |       |  |  |                                 |  |  |                                      |  |
|                                      |                                         | Katherine de Clevedon                           | Emma                                          |  |  |       |  |  |                                 |  |  |                                      |  |
| Eleanor Berkeley                     |                                         | Katherine de Clevedon                           |                                               |  |  |       |  |  |                                 |  |  |                                      |  |
|                                      |                                         | John Betteshorne                                | Roger Betteshorne                             |  |  |       |  |  |                                 |  |  |                                      |  |
|                                      |                                         | John Betteshorne                                | Roger Betteshorne                             |  |  |       |  |  |                                 |  |  |                                      |  |
|                                      |                                         | John Betteshorne                                | Margaret                                      |  |  |       |  |  |                                 |  |  |                                      |  |
| Elizabeth Betteshorne                |                                         | John Betteshorne                                |                                               |  |  |       |  |  |                                 |  |  |                                      |  |
|                                      |                                         | Gouda de Cornailles                             | John de Cornailles                            |  |  |       |  |  |                                 |  |  |                                      |  |
|                                      |                                         | Gouda de Cornailles                             | John de Cornailles                            |  |  |       |  |  |                                 |  |  |                                      |  |
|                                      |                                         | Gouda de Cornailles                             | Isabel                                        |  |  |       |  |  |                                 |  |  |                                      |  |
|                                      |                                         | Gouda de Cornailles                             |                                               |  |  |       |  |  |                                 |  |  |                                      |  |